# Luke Vibert
Luke Vibert es un músico y productor inglés conocido por su trabajo en múltiples géneros de música electrónica. Comenzó su carrera como miembro de los Hate Brothers, para posteriormente dedicarse a su carrera en solitario. Vibert ha publicado bajo múltiples alias, entre los que se encuentran Plug y Wagon Christ.

## Primeros años: 1990s
El interés de Luke Vibert por la música electrónica llegó a través de su interés tanto por el hip hop como por la experimentación en la producción realizada de modo casero (lo que en el ámbito de la IDM se conoce como "bedroom producer"). Junto a su amigo Jeremy Simmonds publicó su primer álbum en Rephlex Records, "Vibert/Simmonds", lo que atrajo la atención del sello Rising High Records. Al calor de la popularidad del ambient a comienzos de los 90, Caspar Pound de Rising High le encargó un álbum de este estilo a Vibert, quien publicó en 1993 "Phat Lab Nightmare" bajo el alias Wagon Christ.
Vibert seguiría utilizando este alias durante su carrera, así como Plug para sus proyectos de corte más drum and bass y jungle, como el disco de 1996 "Drum and Bass for Papa".

## Desde 2000
En 2002, Vibert comenzó una serie de colaboraciones en directo con Aphex Twin. Aunque ambos nunca publicaron nada juntos, Aphex Twin tomó el término "Analord" a partir del álbum Lover's Acid de Vibert para su propia serie de EP. Durante esta década Vibert se adentró en diferentes proyectos tocando diferentes estilos, para cada uno de los cuales utilizó diferentes alias como Plug, Amen Andrews, Kerrier District y Spac Hand Luke. "Amen Andrews" es un juego de palabras entre un show televisivo irlandés llamado Eamonn Andrews y el Amen break. En 2004, Vibert exploró el acid disco al remezclar un tema de Black Devil y publicó su primer disco como Kerrier District. En 2006 sacó una colección de temas de drum and bass en "Here It Comes EP".

## Discografía

### Álbumes
| Título                          | Alias                               | Año                      | Sello          |
| ------------------------------- | ----------------------------------- | ------------------------ | -------------- |
| Weirs                           | Vibert/Simmonds                     | 1993                     | RepHlex        |
| Phat Lab Nightmare              | Wagon Christ                        | July, 1994               | Rising High    |
| Throbbing Pouch                 | Wagon Christ                        | March, 1995              | Rising High    |
| Drum 'n' Bass for Papa          | Plug                                | 29 de julio de 1996      | Blue Planet    |
| Big Soup                        | Luke Vibert                         | 7 de julio de 1997       | Mo' Wax        |
| Tally Ho!                       | Wagon Christ                        | 28 de septiembre de 1998 | Astralwerks    |
| Stop the Panic                  | Luke Vibert & B. J. Cole            | 25 de enero de 2000      | Astralwerks    |
| Musipal                         | Wagon Christ                        | 6 de marzo de 2001       | Ninja Tune     |
| YosepH                          | Luke Vibert                         | 13 de octubre de 2003    | Warp           |
| Kerrier District                | Kerrier District                    | 22 de marzo de 2004      | Rephlex        |
| Sorry I Make You Lush           | Wagon Christ                        | 13 de julio de 2004      | Ninja Tune     |
| Lover's Acid                    | Luke Vibert                         | 19 de octubre de 2005    | Planet-µ       |
| Amen Andrews Vs. Spac Hand Luke | Amen Andrews, Spac Hand Luke        | 11 de julio de 2006      | Rephlex        |
| Benefist                        | The Ace of Clubs                    | 18 de junio de 2007      | First Cask     |
| Chicago, Detroit, Redruth       | Luke Vibert                         | 16 de julio de 2007      | Planet-µ       |
| Moog Acid                       | Jean Jacques Perrey and Luke Vibert | October, 2007            | Lo Recordings  |
| Rodulate                        | Vibert/Simmonds                     | June 24, 2008            | RepHlex        |
| Rhythm                          | ルーク・ヴァイバート                | Dec, 2008                | Sound of Speed |
| We Hear You                     | Luke Vibert                         | July, 2009               | Planet Mu      |

### EP
| Título              | Alias                               | Año                     | Sello       |
| ------------------- | ----------------------------------- | ----------------------- | ----------- |
| Sunset Boulevard EP | Wagon Christ                        | 1994                    | Rising High |
| At Atmos EP         | Wagon Christ                        | 1994                    | Rising High |
| Rissalecki EP       | Wagon Christ                        | March, 1995             | Rising High |
| Redone EP           | Wagon Christ                        | September, 1995         | Rising High |
| A Polished Solid    | Luke Vibert                         | 1995                    | Mo' Wax     |
| Me & Mr. Sutton     | Plug                                | July, 1997              | Blue Planet |
| The Power of Love   | Wagon Christ                        | 2 de junio de 1998      | Astralwerks |
| Lovely              | Wagon Christ                        | 25 de agosto de 1998    | Astralwerks |
| '95-'99             | Luke Vibert                         | June, 2000              | Planet-µ    |
| Homewerk            | Luke Vibert                         | 10 de mayo de 2002      | Planet-µ    |
| Sidthug             | Spac Hand Luke                      | 6 de junio de 2006      | Rephlex     |
| Moog Acid           | Jean Jacques Perrey and Luke Vibert | 26 de junio de 2006     | LoEB        |
| Kerrier District 2  | Kerrier District                    | 11 de julio de 2006     | Rephlex     |
| Here It Comes EP    | Plug                                | 30 de noviembre de 2006 | Rewind      |
| Rubber Chunks EP    | The Ace of Clubs                    | 4 de junio de 2007      | First Cask  |
| Mate Tron           | Luke Vibert                         | 2 de julio de 2007      | Planet-µ    |

### Recopilatorios
| Título                                  | Alias       | Año                     | Sello              |
| --------------------------------------- | ----------- | ----------------------- | ------------------ |
| Drum 'N' Bass for Papa/Plug EP 1, 2 & 3 | Plug        | 9 de septiembre de 1997 | Nothing/Interscope |
| Nuggets: Luke Vibert's Selection        | Luke Vibert | 7 de agosto de 2001     | Lo Recordings      |
| Further Nuggets                         | Luke Vibert | 20 de mayo de 2002      | Lo Recordings      |

### Singles
| Título                       | Alias                   | Año                      | Sello         |
| ---------------------------- | ----------------------- | ------------------------ | ------------- |
| "Plug 1 Visible Crater Funk" | Plug                    | 1995                     | Rising High   |
| "Plug 2 Rebuilt Kev"         | Plug                    | 1995                     | Rising High   |
| "Plug 3 Versatile Crib Funk" | Plug                    | 1995                     | Rising High   |
| "Do Unto Others"             | Luke Vibert             | 1997                     | Mo' Wax       |
| "Drum 'n' Bass 'n' Steel"    | Luke Vibert & B.J. Cole | 1 de noviembre de 1999   | Law & Auder   |
| "Spring Collection"          | Luke Vibert & B.J. Cole | 31 de octubre de 2000    | Cooking Vinyl |
| "Receiver"                   | Wagon Christ            | 20 de febrero de 2001    | Ninja Tune    |
| "Ataride/Tomorrow Acid"      | Wagon Christ            | 12 de junio de 2001      | Ninja Tune    |
| "Classid Trax"               | The Ace of Clubs        | 2002                     | Paperplane    |
| "Vol 01"                     | Amen Andrews            | 12 de agosto de 2003     | Rephlex       |
| "Vol 02"                     | Amen Andrews            | 9 de septiembre de 2003  | Rephlex       |
| "Vol 03"                     | Amen Andrews            | 23 de septiembre de 2003 | Rephlex       |
| "Vol 04"                     | Amen Andrews            | 12 de agosto de 2003     | Rephlex       |
| "Vol 05"                     | Amen Andrews            | 4 de noviembre de 2003   | Rephlex       |
| "Shadows"                    | Wagon Christ            | 24 de agosto de 2004     | Ninja Tune    |
| "Lover's Acid"               | Luke Vibert             | 14 de marzo de 2005      | Planet-µ      |

### Apariciones en recopilatorios
| Canción          | Alias       | Álbum                                        | Año       |
| ---------------- | ----------- | -------------------------------------------- | --------- |
| "Rewind Selecta" | Butler Kiev | µ Allstars - Criminal/Hang All DJ's Volume 3 | 2000/2003 |

### Remixes
| Canción                                              | Alias            | Publicado en                                  | Año  |
| ---------------------------------------------------- | ---------------- | --------------------------------------------- | ---- |
| "The Lake Of Winter (Wagon Christ Mix)"              | Wagon Christ     | Nobukazu Takemura - Child's View Remix        | 1996 |
| "The Perfect Drug (Remixed by Plug)"                 | Plug             | Nine Inch Nails - "The Perfect Drug" Versions | 1997 |
| "Genius (Luke Vibert Mix)"                           | Luke Vibert      | Pitchshifter - Genius Single                  | 1998 |
| "Tank (Luke Vibert Remix)"                           | Luke Vibert      | Cowboy Bebop Remixes: Music for Freelance     | 1999 |
| "Shin Triad (Wagon Christ Mix)"                      | Wagon Christ     | Squarepusher - Maximum Priest E.P.            | 1999 |
| "Turtle Soup (Wagon Christ Mix)"                     | Wagon Christ     | DJ Food- Refried Food                         | 2003 |
| "Timing, Forget The Timing (Kerrier District Remix)" | Kerrier District | Disco Club (Remix)                            | 2004 |